# Bill Fay
Bill Fay (Londres, 9 de septiembre de 1943-Londres, 22 de febrero de 2025) fue un cantante, pianista y cantautor inglés.    

## Carrera artística
Su primer sencillo, "Some Good Advice"/"Screams in my Ears", fue editado por el sello Deram en 1967, seguido por dos discos, Bill Fay en 1970 y Time of the Last Persecution en 1971. Los discos vendieron muy poco, y Deram rescindió el contrato de Fay justo después de la edición de su segundo disco.[cita requerida] Los discos originales de Fay, editados por Deram, fueron reeditados en 2005 en formato de CD.
A pesar de regresar al estudio de grabación a finales de los 70, el disco que siguió a Time of the Last Persecution no salió hasta enero del 2005. Titulado Tomorrow, Tomorrow & Tomorrow, el disco fue interpretado por el Bill Fay Group y editado por el sello Durtro Jnana. En 2004, el sello británico Wooden Hill editó una recopilación de grabaciones caseras grabadas entre 1966 y 1970 titulada From the Bottom of an Old Grandfather Clock. 
El grupo estadounidense Wilco ha interpretado la canción "Be Not So Fearful" en conciertos en directo y Jeff Tweedy, el vocalista del grupo, también la ha cantado en el documental I Am Trying to Break Your Heart: A Film About Wilco. Fay salió a escena para interpretar esta canción con el grupo cuando dieron conciertos en Shepherds Bush Empire en 2007 y en Union Chapel, Islington en 2010, ambas presentaciones en Londres. Además, una interpretación de "Pictures of Adolf again" del productor y músico Jim O'Rourke y Glenn Kotche, el baterista de Wilco, aparece en la película "United Red Army" de Koji Wakamatsu.[cita requerida] La canción que da título al disco "Time of the Last Persecution" se convirtió en un clásico en los conciertos de Current 93, el grupo británico de Apocalyptic folk.[cita requerida]
En el 2010, el sello Coptic Cat editó el nuevo disco de Fay titulado Still Some Light.